# Rokudan
Rokudan (六段) è l'abbreviazione per Rokudan no Shirabe (六段の調), uno dei pezzi più famosi composti da Yatsuhashi Kengyō. Originariamente era un soukyoku, un tipo di musica da camera in cui il koto ricopriva il ruolo principale, ma oggi la parte del koto è più conosciuta che il resto. La musica è fatta da sei colonne  (da cui 'Roku' -- sei, 'dan' -- colonne), e ci sono esattamente 52 battute in ogni colonna, tranne che per la prima parte che ne ha quattro in più. Ogni colonna comincia lentamente e poi diventa sempre più veloce ma alla fine rallenta terminando con lo stesso ritmo dell'inizio. Insieme con Midare è uno dei pezzi di musica soukyoku più popolare.